# Матла Омелян Антонович
Омелян-Мирон Антонович Матла (30 серпня 1906, Надітичі, тепер Розвадівська сільська громада, Львівська область — ?) — діяч ОУН, тимчасовий комендант Львова у 1941 році. Брат Зиновія Матли.

## Життєпис
Народився в сім'ї Антона і Феодосії Матлів. Був найстаршою дитиною, мав брата Зиновія і сестру Олену. 
Ще студентом став членом УВО. Закінчивши філософський факультет Львівського університету, працював редактором часопису «Студентський шлях», провадив активну діяльність як член ОУН, публікував статті в патріотичній газеті «Сурма». Кілька разів був заарештований. 20.05.1932 — у зв'язку з ліквідацією «Юнацтва ОУН» на території Львова і Перемишля. Звільнений після допитів. 10.03.1933 р. засуджений військовим судом у Львові, дістав сім діб арешту за статтею 58 Кримінального кодексу Польщі. Як наслідок виходу інструкції «Бела», відбув термін у Львівській кримінально-слідчій в'язниці з 23.10.1933 по 4.12.1933. 
Був ідеологічним референтом Крайової екзекутиви ОУН і замовляв статті для «Сурми».
Будучи студентом, став в'язнем концтабору у Березі-Картузькій. Перебував там з 24.11.1934 по 24.07.1935. Зокрема, 19 листопада 1934 року львівський воєвода Владислав Беліна-Пражмовський підписав клопотання до судді у Бересті Вільгельма Кардимовича про видання постанови щодо примусового відправлення О.-М. Матли до концентраційного табору. Восени 1940 року Омеляна Матлу, що на той час проживав у Львові, заарештували органи НКВС. 24 червня 1941 року він утік із львівської тюрми на Лонцького, вибравшись із купи тіл в'язнів, розстріляних енкавеесівцями. 
Влітку 1941-го він став тимчасовим комендантом Львова й обіймав цю посаду до вересня 1941 року, а тоді його замінив Володимир Пітулей. Брав участь у заснуванні Української народної міліції у Львові улітку 1941 року. Був референтом СБ ОУН, а згодом — членом теренового проводу ОУН у Канаді. 
На червень 1951 року, як і на листопад 1976 року, проживав у Торонто. Був одружений із Євгенією. Сестра Олена була одружена з Б.Казанівським (1916–2017).